# ادگار سالی
ادگار سالی (انگلیسی: Edgar Salli؛ زادهٔ ۱۷ اوت ۱۹۹۲) یک بازیکن فوتبال اهل کامرون است.
وی همچنین در تیم ملی فوتبال کامرون بازی کرده‌است.